# Bianca Lawson
Bianca Jasmine Lawson (Los Ángeles, California, 20 de marzo de 1979) es una actriz estadounidense de cine y televisión.

## Biografía
Lawson nació en Los Ángeles, California. Hija de Denise Gordy y del actor Richard Lawson, comenzó a trabajar como actriz a los 9 años de edad. Es afroamericana de ascendencia italiana, nativa americana y portuguesa. Bianca es también familia del fundador del sello discográfico Motown, Berry Gordy. Es hermanastra de la cantante Beyonce. Estudió en el Stella Adler Studio of Acting y se graduó de un colegio católico llamado Marymount High School, en Los Ángeles; estudió además Cine y Psicología en la Universidad del Sur de California.

## Carrera
Bianca ha aparecido en comerciales televisivos para Barbie y Revlon, y ha desarrollado una próspera carrera, tanto en cine como en televisión.
Entre sus créditos para la pantalla pequeña, podemos mencionar sus participaciones en series como What'z up?,  Teen Wolf, Me and the Boys, The Parent 'Hood, Smart Guy, Dawson Crece, Doctoras de Philadelphia, Haunted, The Division, The Cleaner y Bones, entre otras. Ha tenido además papeles regulares en Salvado por la Campana: La Nueva Generación, donde interpretó a Megan Jones entre 1993 y 1994, encarnó a Rhonda Coley en Cosas de Hermanas entre 1995 y 1996, entre 1996 y 1997 se la pudo ver en la piel de Bianca Goode en Goode Behavior, fue Kendra en Buffy Cazavampiros, y más recientemente Shawna en Vida Secreta de un Adolescente, se le pudo ver en el papel de Maya St. Germain en la serie juvenil de ABC Family Pequeñas Mentirosas, también trabajo en Teen Wolf y The Vampire Diaries.
En la pantalla grande, se le pudo ver en comedias como Primary Colors, protagonizada por John Travolta, Emma Thompson y Kathy Bates, Big Monster on Campus y Dead and Breackfast, entre otras; dramas como The Pavilion, Espera al último baile, con Julia Stiles y Kerry Washington, Broken, protagonizado por Heather Graham y Jeremy Sisto y National Lampoon's Pledge This!, con Paris Hilton; y en la cinta de horror Bones, con Snoop Dogg y Pam Grier. Lawson también ha trabajado en algunos telefilmes como The Temptations, Orgullo de raza y Fearless.
Aunque recientemente ha habido fuertes rumores acerca de una participación en The Secret Circle, donde interpretaría por segunda vez a una bruja, la actriz ha desmentido cualquier acercamiento con la producción de dicha serie, actualmente es un personaje recurrente en Teen Wolf, como Marin Morrell, hermana de él Doctor Deaton y una consejera estudiantil que es una emisaria de los Druidas.

## Filmografía
| Películas            | Películas                                | Películas            | Películas                                           |
| Año                  | Película                                 | Papel                | Notas                                               |
| -------------------- | ---------------------------------------- | -------------------- | --------------------------------------------------- |
| 1998                 | Twice the Fear                           | Novia                | Cameo                                               |
| 1998                 | Primary Colors                           | Loretta              | Secundario                                          |
| 1999                 | The Pavilion                             | Mary                 | Secundario                                          |
| 2000                 | Big Monster on Campus                    | Darien Stompanato    | Protagonista                                        |
| 2001                 | Orgullo de raza                          | Anna Bella Monroe    | Protagonista                                        |
| 2001                 | Bones                                    | Cynthia              | Secundario                                          |
| 2001                 | Save the Last Dance                      | Nikki                | Secundario                                          |
| 2004                 | Breakin' All the Rules                   | Helen Sharp          | Protagonista                                        |
| 2004                 | Dead & Breakfast                         | Kate                 | Secundario                                          |
| 2005                 | Flip the Script                          | Angela               | Secundario                                          |
| 2006                 | National Lampoon's Pledge This!          | Monique              | Secundario                                          |
| 2006                 | Broken                                   | Mia                  | Secundario                                          |
| 2007                 | Supergator                               | Carla Masters        | Protagonista                                        |
| 2009                 | Killing of Wendy                         | Brooke               | Secundario                                          |
| 2009                 | Sorority Wars                            | Chica                | Cameo                                               |
| 2011                 | Heavenly                                 | Sasha Grant          | Protagonista                                        |
| 2012                 | All About Christmas Eve                  | Lila                 | Secundario                                          |
| 2014                 | House of Secrets                         | Julie                | Protagonista                                        |
| Series de televisión |                                          |                      |                                                     |
| Year                 | Title                                    | Role                 | Notes                                               |
| 1993 – 1995          | Saved by the Bell: The New Class         | Megan Jones          | 39 episodes                                         |
| 1994                 | My so called life                        | Chica en el baño     | Episodio: "Pilot"                                   |
| 1994                 | Sister, Sister                           | Rhonda Coley         | 7 episodios                                         |
| 1995                 | In the House                             | Rachel               | Episodio: "The Final Cut"                           |
| 1995                 | Me and the Boys                          | Chica                | Episodio: "The Age of Reason"                       |
| 1996 – 1997          | Goode Behavior                           | Bianca Goode         | 22 episodios                                        |
| 1997 – 1998          | Buffy the Vampire Slayer                 | Kendra Young         | 3 episodios                                         |
| 1997                 | The Parent 'Hood                         | Jasmine              | 2 episodios                                         |
| 1997 – 1999          | Smart Guy                                | Tracy/Jill           | 2 episodios                                         |
| 1998                 | The Steve Harvey Show                    | Rosalind             | 3 episodios                                         |
| 1998                 | The Temptations                          | Diana Ross           | 1 episodio (Miniserie)                              |
| 1998                 | Silk Stalkings                           | Chica                | Episodio: "Rage"                                    |
| 1999 – 2000          | Embrujadas                               | Kendra               | 4 episodios                                         |
| 1999 – 2000          | Dawson's Creek                           | Nikki Green          | 4 episodios                                         |
| 2001                 | For the People                           | Asia Portman         | Episodio: "Textbook Perfect"                        |
| 2001                 | Strong Medicine                          | Esperenza Maldonaldo | Episodio: "Control Group"                           |
| 2002                 | Haunted                                  | Brandi Combs         | Episodio: "Blind Witness"                           |
| 2004                 | Fearless                                 | Harmony Kaye         | Episodio piloto (no escogido)                       |
| 2004                 | The Big House                            | Angela               | Episodio: "Almost Touched by an Angel"              |
| 2004                 | The Division                             | Marilynn Reiser      | Episodio: "Play Ball"                               |
| 2008                 | The Cleaner                              | Jeannie              | 2 episodios                                         |
| 2009 – 2014          | The Vampire Diaries                      | Emily Bennett        | 6 episodios                                         |
| 2009                 | The Secret Life of the American Teenager | Shawna               | 6 episodios                                         |
| 2009                 | Bones                                    | Albie                | Episodio: "Fire in the Ice"                         |
| 2010 – 2012          | Pretty Little Liars                      | Maya St. Germain     | 22 episodios                                        |
| 2010                 | Nikita                                   | Emily                | Episodio: "The Guardian"                            |
| 2011                 | American Horror Story                    | Abby                 | Episodio: "Pilot"                                   |
| 2012                 | 2 Broke Girls                            | Stacy                | Episodio: "And the Silent Partner"                  |
| 2012 – 2014          | Teen Wolf                                | Marin Morrell        | Elenco Recurrente Temporadas 2, 3 y 4, 12 episodios |
| 2014                 | Witches of East End                      | Eva                  | 10 episodios                                        |
| 2015                 | Rogue                                    | Talia Freeman        | Reparto Principal Temporada 3                       |
| 2015                 | Chicago P.D.                             | Kylie Rosales        | Episodio: "We Don't Work Together Anymore"          |
| 2016-2022            | Queen Sugar                              | Darla                | Recurrente: Temporada 1 Principal: Temporadas 2-7   |